# Доленя Добрава (Требнє)
Доленя Добрава (словен. Dolenja Dobrava) — поселення в общині Требнє, регіон Південно-Східна Словенія, Словенія.